# Station Thulin
Station Thulin is een spoorwegstation langs spoorlijn 97 (Bergen - Quiévrain) in Thulin, een deelgemeente van de stad Hensies. Het is nu een stopplaats.

## Treindienst
| Serie       | Treinsoort          | Route                                                                 | Bijzonderheden                                   |
| ----------- | ------------------- | --------------------------------------------------------------------- | ------------------------------------------------ |
| IC 14       | Intercity (NMBS)    | Quiévrain – Thulin – Bergen – Brussel-Zuid – Leuven – Luik-Guillemins | Rijdt alleen op werkdagen.                       |
| L 4650      | L-trein (NMBS)      | Quévy – Bergen – [ Doornik – Moeskroen ] / [ Thulin – Quiévrain ]     | Rijdt in het weekend tussen Bergen en Quiévrain. |
| P 7560/8560 | Piekuurtrein (NMBS) | Bergen – [ Thulin – Quiévrain ] / [ Doornik ]                         | Rijdt alleen op werkdagen.                       |
| P 7800/8800 | Piekuurtrein (NMBS) | Quiévrain – Thulin – Bergen – Brussel-Zuid – Schaarbeek               | Rijdt alleen op werkdagen.                       |
| P 7860/8860 | Piekuurtrein (NMBS) | Bergen – [ Thulin – Quiévrain ] / [ Doornik ]                         | Rijdt alleen op werkdagen.                       |

## Reizigerstellingen
De grafiek en tabel geven het gemiddeld aantal instappende reizigers weer op een week-, zater- en zondag.
| Tabel: aantal instappende reizigers station Thulin | Tabel: aantal instappende reizigers station Thulin | Tabel: aantal instappende reizigers station Thulin | Tabel: aantal instappende reizigers station Thulin |
|                                                    | Weekdag                                            | Zaterdag                                           | Zondag                                             |
| -------------------------------------------------- | -------------------------------------------------- | -------------------------------------------------- | -------------------------------------------------- |
| 1977                                               | 366                                                | 83                                                 | 42                                                 |
| 1978                                               | 352                                                | 68                                                 | 55                                                 |
| 1979                                               | 351                                                | 72                                                 | 58                                                 |
| 1980                                               | 304                                                | 77                                                 | 44                                                 |
| 1981                                               | 374                                                | 72                                                 | 27                                                 |
| 1982                                               | 335                                                | 70                                                 | 53                                                 |
| 1983                                               | 280                                                | 86                                                 | 60                                                 |
| 1984                                               | 299                                                | 89                                                 | 84                                                 |
| 1985                                               | 306                                                | 54                                                 | 56                                                 |
| 1986                                               | 344                                                | 85                                                 | 70                                                 |
| 1987                                               | 332                                                | 65                                                 | 55                                                 |
| 1988                                               | 283                                                | 71                                                 | 44                                                 |
| 1989                                               | 292                                                | 57                                                 | 50                                                 |
| 1990                                               | 212                                                | 67                                                 | 52                                                 |
| 1991                                               | 317                                                | 88                                                 | 60                                                 |
| 1992                                               | 311                                                | 83                                                 | 50                                                 |
| 1993                                               | 388                                                | 58                                                 | 53                                                 |
| 1994                                               | 232                                                | 50                                                 | 22                                                 |
| 1995                                               | 207                                                | 35                                                 | 53                                                 |
| 1996                                               | 259                                                | 46                                                 | -                                                  |
| 1997                                               | 244                                                | 36                                                 | -                                                  |
| 1998                                               | 247                                                | 48                                                 | 36                                                 |
| 1999                                               | 248                                                | 48                                                 | 36                                                 |
| 2000                                               | 197                                                | 50                                                 | 45                                                 |
| 2001                                               | 205                                                | 49                                                 | 56                                                 |
| 2002                                               | 237                                                | 34                                                 | 44                                                 |
| 2003                                               | 221                                                | 50                                                 | 46                                                 |
| 2004                                               | 189                                                | 32                                                 | 52                                                 |
| 2005                                               | 234                                                | 48                                                 | 42                                                 |
| 2006                                               | 225                                                | 54                                                 | 48                                                 |
| 2007                                               | 306                                                | 52                                                 | 67                                                 |
| 2008                                               | -                                                  | -                                                  | -                                                  |
| 2009                                               | 204                                                | 86                                                 | 87                                                 |
| 2010                                               | -                                                  | -                                                  | -                                                  |
| 2011                                               | -                                                  | -                                                  | -                                                  |
| 2012                                               | 200                                                | 61                                                 | 83                                                 |
| 2013                                               | 179                                                | 42                                                 | 47                                                 |
| 2014                                               | 199                                                | 38                                                 | 33                                                 |
| 2015                                               | 227                                                | 40                                                 | 45                                                 |
| 2016                                               | 144                                                | 41                                                 | 32                                                 |
| 2017                                               | 191                                                | 47                                                 | 66                                                 |
| 2018                                               | 110                                                | 25                                                 | 29                                                 |
| 2019                                               | 127                                                | 53                                                 | 52                                                 |
| 2020                                               | 87                                                 | 57                                                 | 31                                                 |
| 2021                                               | -                                                  | -                                                  | -                                                  |
| 2022                                               | 106                                                | 51                                                 | 51                                                 |
| 2023                                               | 113                                                | 50                                                 | 46                                                 |
| 2024                                               | 93                                                 | 50                                                 | 42                                                 |

0,0: Bergen ·
4,7: Jemappes ·
6,9: Quaregnon ·
9,5: Saint-Ghislain ·
10,9: Boussu ·
13,2: Hainin ·
14,8: Thulin ·
19,5: Quiévrain